# Linha de sucessão ao trono de Montenegro

O brasão de armas da monarquia em Montenegro.

A linha de sucessão ao trono de Montenegro segue a política da lex salica.
A monarquia, em Montenegro terminou em 1918, quando a Assembleia em Podgorica votou para unir Montenegro com o Reino da Sérvia. O atual pretendente ao trono e chefe da casa real é o príncipe Stefan de Montenegro e Macedônia.

## A linha de sucessão
A linha de sucessão ao Nicolau de Montenegro é atualmente:
1. Sua alteza real, o príncipe Stefan de Montenegro e Macedônia